# 2014 PN70
2014 PN70, também escrito como 2014 PN70 (anteriormente designado de g12000JZ e g1, no contexto do telescópio espacial Hubble, e PT3 no contexto da missão New Horizons), é um objeto transnetuniano que está localizado no cinturão de Kuiper, uma região do Sistema Solar. Este corpo celeste possui uma magnitude absoluta de 8,5 e tem um diâmetro entre 30 e 55 quilômetros.

## Descoberta
2014 PN70 foi descoberto no dia 6 de junho de 2014 pelo telescópio espacial Hubble.

## Órbita
A órbita de 2014 PN70 tem uma excentricidade de 0,097 e possui um semieixo maior de 44,195 UA. O seu periélio leva o mesmo a uma distância de 40,110 UA em relação ao Sol e seu afélio a 44,408 UA.

## Exploração
O pequeno corpo celeste foi designado de g12000JZ (abreviado para g1) por seus descobridores, sendo apelidado de g1/PT3 ou simplesmente PT3 de Potential Target 3, porque foi o terceiro alvo potencial para a sonda New Horizons a ter sido identificado. Este objeto tinha 97% de chance de ser visitado por esta sonda.
2014 MU69 que foi apelidado de PT1, 2014 OS393 que recebeu o apelido de PT2 (possuía apenas 7% de chance de ser visitado pela New Horizons) e posteriormente 2014 MT69, foram os outros alvos potenciais.
Em 28 de agosto de 2015, a equipe da New Horizons anunciou a seleção de 2014 MU69 (mais tarde denominado 486958 Arrokoth) como o próximo alvo para um sobrevoo da sonda.
A New Horizons passou por 2014 PN70 em março de 2019, a uma distância de aproximadamente 0,1 UA (15 milhões de km; 9,3 milhões de milhas). Isso fez de 2014 PN70 o terceiro objeto transnetuniano mais próximo observado pela sonda, depois de Arrokoth e 2014 OS393. A New Horizons fez suas primeiras observações de 2014 PN70 em 5 de janeiro de 2019, a uma distância de 92,7 milhões de quilômetros.
A espaçonave não chegou perto o suficiente para resolver 2014 PN70 ou 2014 OS393, mas as observações devem ser suficientes para determinar os períodos de rotação e as propriedades da superfície desses objetos e procurar possíveis satélites. As observações distantes desses objetos transnetunianos forneceram um contexto importante para os dados coletados durante o sobrevoo de Arrokoth.